# Weiterskirchen
Weiterskirchen ist ein Gemeindeteil der Gemeinde Baiern im Landkreis Ebersberg im Regierungsbezirk Oberbayern. 

## Geographie
Der Weiler liegt circa einen Kilometer südlich von Berganger und ist über die Kreisstraße EBE 15 zu erreichen.

## Geschichte
Die katholische Filialkirche St. Maria stammt aus dem Jahr 1642. Im Jahr 1818 entstand mit dem Gemeindeedikt die heutige Gemeinde Baiern, zu der der Ort seither gehört. Der Gemeindename wurde vom Weiler Jakobsbaiern abgeleitet.

## Baudenkmäler
Siehe: Liste der Baudenkmäler in Weiterskirchen